# Cozieni
Cozieni è un comune della Romania di 2 247 abitanti, ubicato nel distretto di Buzău, nella regione storica della Muntenia.
Il comune è formato dall'unione di 20 villaggi: Anini, Bălănești, Bercești, Ciocănești, Cocîrleni, Colțeni, Cozieni, Fata lui Nan, Gloduri, Izvoru, Lungești, Nistorești, Pietraru, Punga, Teicu, Trestia, Tulburea, Valea Banului, Valea Roatei, Zăpodia.